# Papilionidae
Los papiliónidos (Papilionidae) son una familia de lepidópteros glosados del clado Ditrysia. Son grandes y de vistosos colores. Hay unas 600 especies, la mayoría tropicales, pero habitan en todos los  continentes excepto la Antártida. Incluye las mariposas diurnas más grandes, las del género Ornithoptera de Australia.
Las mariposas europeas alcanzan una envergadura de 45 a 75 milímetros, pero hay animales mucho más grandes, como por ejemplo. B. algunas de los géneros Troides y Ornithoptera , que se encuentran en Australasia (Australia e islas circundantes), que se encuentran entre las mariposas más grandes del mundo. La mariposa alas de pájaro de la reina Alexandra ( Ornithoptera alexandrae ) es la mariposa más grande del mundo.
La familia difiere de todas las otras mariposas por varias características; la más notable es que sus orugas poseen un órgano único detrás de la cabeza, el osmeterio. Normalmente oculto, esta estructura en horquilla puede ser evertida cuando la oruga se ve amenazada, y emite secreciones olorosas que contienen terpenos. Las alas de los adultos pueden tener «colas» o prolongaciones que posiblemente sirven para engañar al predador haciéndole creer que son las antenas.

## Descripción

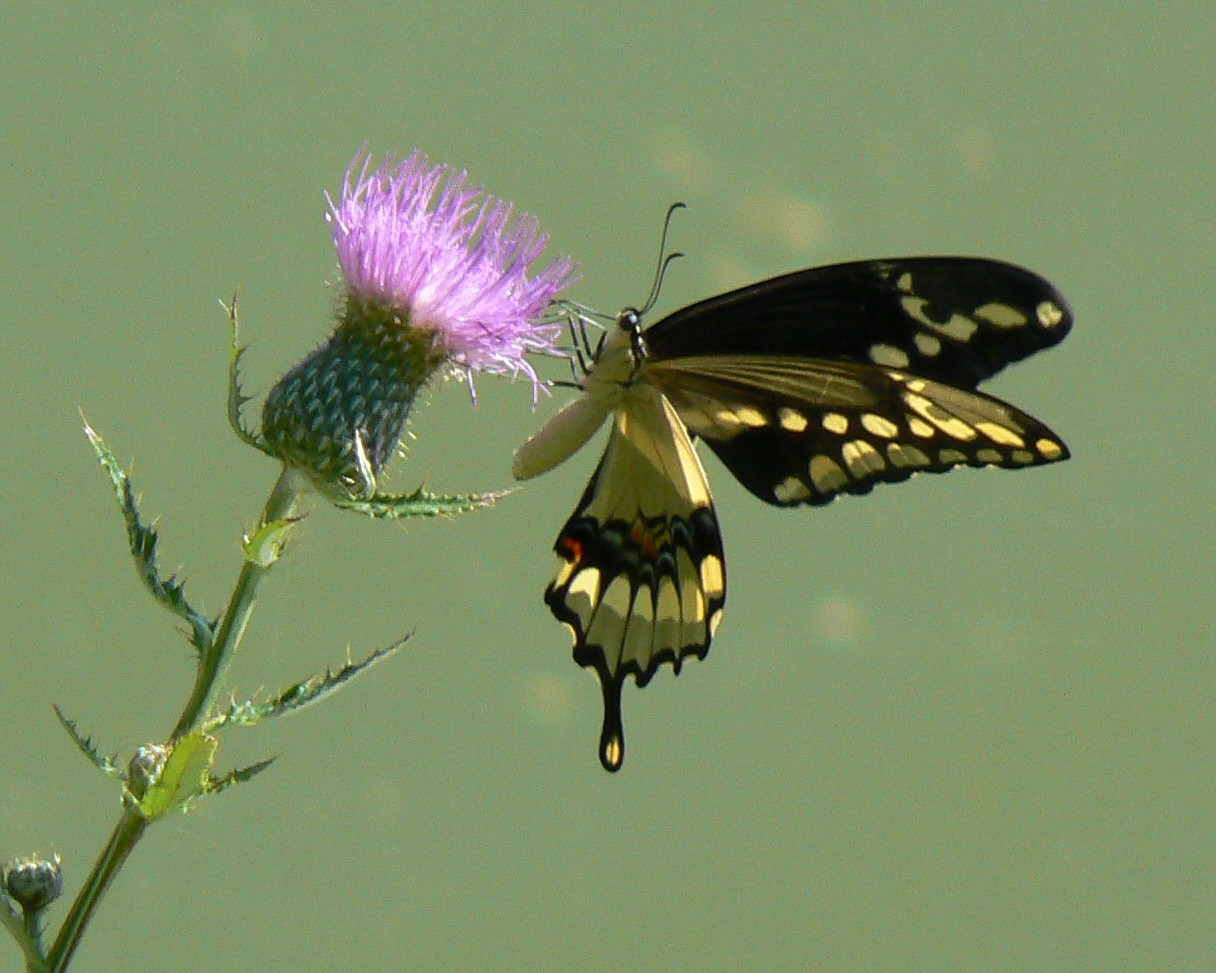
Detalle de la «cola» en el ala posterior. Papilio cresphontes.

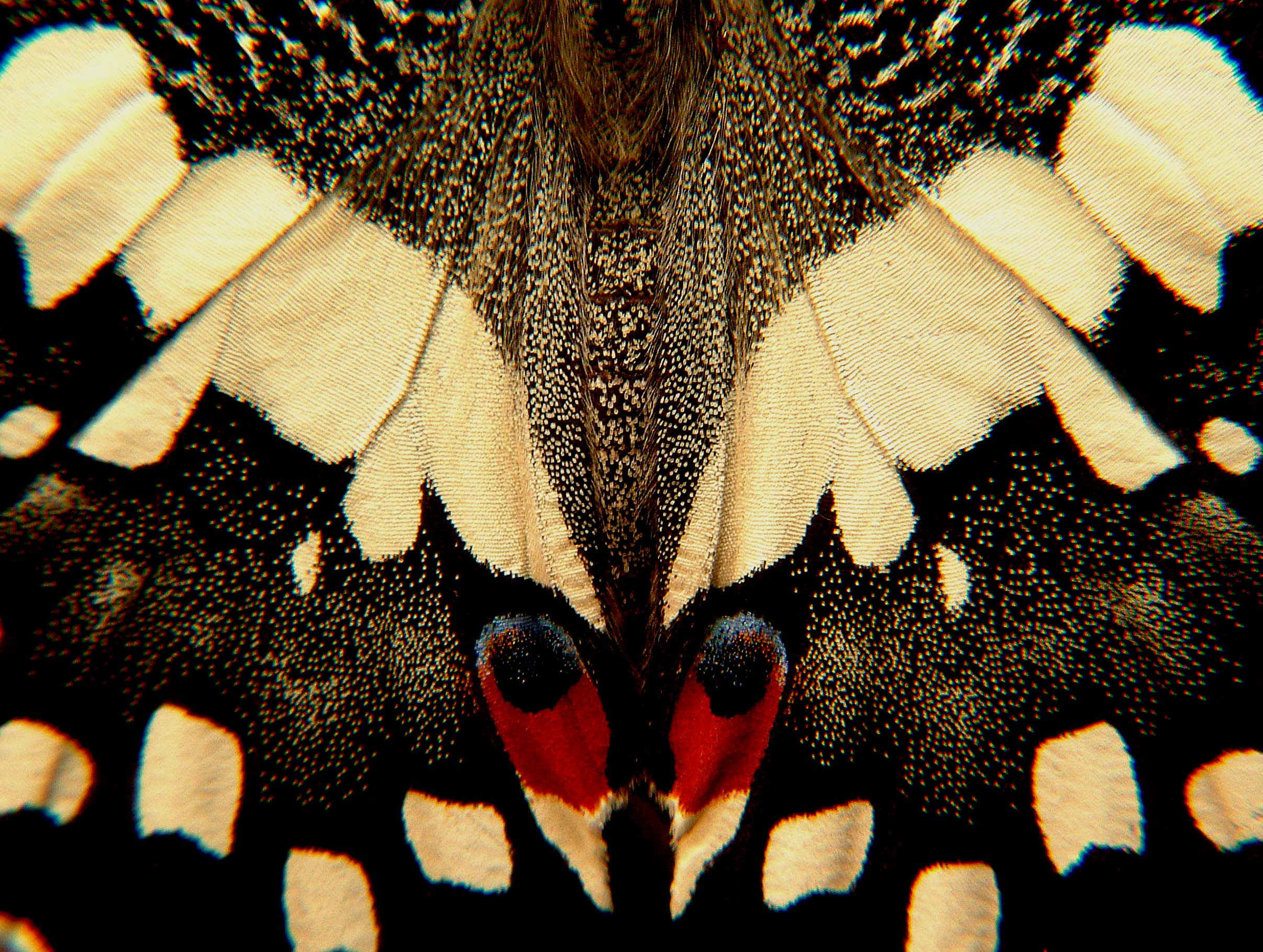
Papilio demoleus.

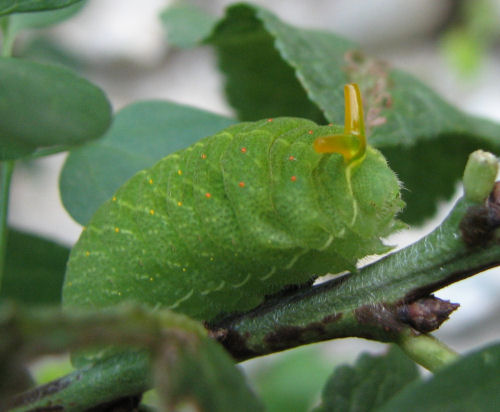
Las orugas tienen un órgano en forma de horquilla (osmeterium). Iphiclides podalirius.

Los imagos o adultos son grandes, con la cabeza gruesa y los ojos prominentes, palpos cortos y antenas terminadas en grandes mazas. Con tres pares de patas funcionales, de igual longitud, fuertes y adaptadas a la marcha y a agarrarse a las plantas que visitan, y terminadas en dos uñas. Las anchas alas tienen la venación muy marcada y la celdilla discal cerrada, con una sola vena anal en las alas posteriores cuyo borde interno es algo cóncavo. Algunas especies tienen apéndices a modo de colas en las alas posteriores. Lo que distingue a estas especies de las demás mariposas es que las alas posteriores tienen el borde de salida curvado hacia dentro porque carecen de la vena anal 3A. Las alas posteriores tienen una vena del ala extendida, de modo que forma una «cola». Las alas están formadas por venas con una fina membrana entre ellas. La membrana está densamente cubierta de pequeñas escamas de diferentes colores. Los colores aparecen debido al color de las escamas del ala o porque la luz se refracta en la superficie. En el borde exterior hay finos pelos.
La envergadura alar oscila entre 55 y 90 milímetros en las especies nórdicas. En las regiones tropicales se encuentran especies mucho más grandes.
Estas mariposas tiene tres pares de patas, una en cada uno de los tres miembros torácicos. El pecho está formado principalmente por la musculatura de las alas.
En la cabeza, pero también en el resto del cuerpo, se encuentran los órganos sensoriales y el sistema nervioso. Las mariposas se diferencian de la mayoría de los insectos en que la boca del adulto (imago) se transforma en una larga probóscide. Ésta se enrolla en espiral, entre los palpos, bajo la cabeza, cuando no se utiliza.  La probóscide permite a la mariposa alcanzar flores profundas para chupar néctar. La probóscide hace que las mariposas dependan de la comida líquida.
Los grandes ojos compuestos proporcionan a la mariposa una buena visión. Los ojos facetados se componen de muchos ojos individuales, y juntos proporcionan una imagen nítida y clara. Las antenas están equipadas con órganos sensoriales que detectan olores, como el olor del sexo opuesto (feromonas sexuales), flores ricas en néctar y las especies vegetales de las que se alimentan las larvas de la mariposa.
También tiene órganos sensoriales en las patas que le proporcionan información sobre lo que pisa. Las hembras utilizan estos sentidos para encontrar la planta alimenticia adecuada en la que depositar sus huevos.
Los órganos internos del abdomen de las mariposas son los órganos digestivos, reproductores y respiratorios. La respiración en las mariposas no tiene lugar a través de los pulmones, sino que el aire entra y sale del cuerpo a través de pequeños orificios en el exoesqueleto, llamados estigmas. A través de ellos, el finísimo sistema de tráqueas suministra oxígeno a las partes vitales del cuerpo. Las mariposas no tienen sangre, sino un fluido sanguíneo que circula por el cuerpo, bombeado por un corazón tubular alargado.
No suele existir dimorfismo sexual acusado, aunque las hembras, más escasas que los machos, suelen ser algo mayores y con un abdomen más voluminoso y redondeado.
Los huevos varían en forma y superficie. La mayoría de los huevos tienen cierta forma redonda, con un patrón finamente perforado, la mayoría tienen alrededor de 1 - 2 milímetro de ancho. Los huevos suelen ser de color blanco o amarillo. Las larvas poseen osmeterios, son cilíndricas y grandes, y realizan la crisálida fijándola por la crisálida a la planta hospedadora y sujetándose con una faja de seda; excepto las del género Parnassius que forman un burdo capullo libre en el suelo.
Las larvas pueden mostrar un órgano en forma de horquilla (osmeterio), justo detrás de la cabeza, si están asustadas. Respiran a través de pequeñas aberturas a los lados del cuerpo, que proporcionan aire a la tráquea.  Detrás de la cabeza, en el tórax, que consta de tres articulaciones fusionadas, hay tres pares de patas. Más atrás, las orugas tienen unas patas abdominales, que no son patas propiamente dichas, sino excrecencias que la oruga puede utilizar para agarrarse. En la parte posterior tiene un pie anal. La cabeza de la larva consiste en una cápsula craneal dura con unos ojos puntiagudos. Debajo de los ojos hay unas pequeñas antenas que la oruga utiliza para encontrar el alimento adecuado.
El abdomen de la larva está formado casi en su totalidad por su aparato digestivo. Éste es bastante corto y gran parte de la comida que ingiere la larva pasa antes de que se absorban todos los nutrientes. Las heces salen en forma de pequeñas bolas por la parte posterior del cuerpo. Algunas orugas dejan caer las heces directamente hacia abajo, mientras que otras pueden expulsarlas.

## Modo de vida
Estas mariposas se encuentran en una gran variedad de hábitats, desde frondosos arroyos hasta escarpadas paredes rocosas y desprendimientos en las montañas. La mayoría de las especies están asociadas a los bosques tropicales.
Por la noche y con tiempo nublado, las mariposas descansan. Las alas suelen mantenerse plegadas hacia arriba o hacia fuera del cuerpo, y la parte inferior de las alas, algo abigarrada, confiere a la mariposa cierto camuflaje y protección.
Si una pareja es molestada durante el apareamiento, la hembra suele volar, mientras que el macho se queda colgado pasivamente. Los huevos se depositan en la planta alimenticia. La temperatura corporal de la larva oscila entre 35 y 38 °C. A menor temperatura la oruga se vuelve inactiva. Por eso las larvas de las mariposas necesitan luz solar para estar activas. Si hace demasiado calor, la oruga regula la temperatura buscando la sombra. Las papiliónidos tienen el estado de pupa en su propia piel algo desprotegida, sin capullo exterior. El cuerpo flexible y blando de la larva se transforma en una pupa con un caparazón duro.
Cuando la pupa está dura, comienza la transformación de larva a insecto adulto. Los órganos internos se descomponen en masa celular en grados variables.  Se produce una reorganización (metamorfosis) y el animal se reconstruye. Algunas especies tienen pupas del mismo color que su entorno. Pueden ser tanto verdes como marrones. El periodo de pupa varía en función de la temperatura. La mayoría de las colas de golondrina tienen una fase de pupa de entre dos y cuatro semanas.

## Alimentación
Las orugas de las distintas especies de polilla Papilionidae se alimentan de una amplia gama de plantas diferentes; sin embargo, la mayoría pertenecen a una de cinco familias: Familia del lirio de Pascua (Aristolochiaceae), familia de las manzanas escamosas (Annonaceae), familia del laurel (Lauraceae), Umbelliferae (Apiaceae) y familia de las rudas (Rutaceae).
Las especies de la tribu Zerynthiini, Luehdorfiini y Troidini son las únicas que se especializan casi exclusivamente en la familia de los lirios de Pascua. Al alimentarse de estas plantas, algunas de las cuales contienen ácido aristolóquico venenoso, tanto las orugas como las polillas de algunas de estas especies se vuelven venenosas, lo que las protege de los depredadores.

## Hábitat y distribución
Los Papilionidae se encuentran en todos los continentes excepto en la Antártida. Se encuentran tanto en zonas templadas como tropicales, aunque la mayoría de las especies viven en climas cálidos. Algunas especies pueden vivir a grandes altitudes, en particular las especies del género Parnassius. Asia meridional y oriental albergan la mayor variedad de Papilionidae.

## Clasificación
Esta familia se subdivide en tres subfamilias: Baroniinae, Parnassiinae y Papilioninae, las dos últimas se dividen a su vez en diversas tribus. Estas son Baroniini, Parnassiini, Zerynthiini, Luehdorfiini, Leptocircinini, Teinopalpini, Troidiini y Papilioniini.  Una subfamilia adicional, Praepapilioninae, tiene un solo miembro extinto conocido a partir de un fósil.
La filogenia propuesta por Reed y Sperling en 2006 es la siguiente:
|  | Troidini                                                      |
|  |                                                               |
|  | \| \| Papilionini \| \| \| \| \| \| ? Praepapilio \| \| \| \| |
|  |                                                               |
|  | Papilionini                                                   |
|  |                                                               |
|  | ? Praepapilio                                                 |
|  |                                                               |

|  | Papilionini   |
|  |               |
|  | ? Praepapilio |
|  |               |

|  | Troidini                                                      |
|  |                                                               |
|  | \| \| Papilionini \| \| \| \| \| \| ? Praepapilio \| \| \| \| |
|  |                                                               |
|  | Papilionini                                                   |
|  |                                                               |
|  | ? Praepapilio                                                 |
|  |                                                               |

|  | Papilionini   |
|  |               |
|  | ? Praepapilio |
|  |               |

|  | Troidini                                                      |
|  |                                                               |
|  | \| \| Papilionini \| \| \| \| \| \| ? Praepapilio \| \| \| \| |
|  |                                                               |
|  | Papilionini                                                   |
|  |                                                               |
|  | ? Praepapilio                                                 |
|  |                                                               |

|  | Papilionini   |
|  |               |
|  | ? Praepapilio |
|  |               |

|  | Troidini                                                      |
|  |                                                               |
|  | \| \| Papilionini \| \| \| \| \| \| ? Praepapilio \| \| \| \| |
|  |                                                               |
|  | Papilionini                                                   |
|  |                                                               |
|  | ? Praepapilio                                                 |
|  |                                                               |

|  | Papilionini   |
|  |               |
|  | ? Praepapilio |
|  |               |

|  | Troidini                                                      |
|  |                                                               |
|  | \| \| Papilionini \| \| \| \| \| \| ? Praepapilio \| \| \| \| |
|  |                                                               |
|  | Papilionini                                                   |
|  |                                                               |
|  | ? Praepapilio                                                 |
|  |                                                               |

|  | Papilionini   |
|  |               |
|  | ? Praepapilio |
|  |               |

|  | Troidini                                                      |
|  |                                                               |
|  | \| \| Papilionini \| \| \| \| \| \| ? Praepapilio \| \| \| \| |
|  |                                                               |
|  | Papilionini                                                   |
|  |                                                               |
|  | ? Praepapilio                                                 |
|  |                                                               |

|  | Papilionini   |
|  |               |
|  | ? Praepapilio |
|  |               |

|  | Troidini                                                      |
|  |                                                               |
|  | \| \| Papilionini \| \| \| \| \| \| ? Praepapilio \| \| \| \| |
|  |                                                               |
|  | Papilionini                                                   |
|  |                                                               |
|  | ? Praepapilio                                                 |
|  |                                                               |

|  | Papilionini   |
|  |               |
|  | ? Praepapilio |
|  |               |

|  | Troidini                                                      |
|  |                                                               |
|  | \| \| Papilionini \| \| \| \| \| \| ? Praepapilio \| \| \| \| |
|  |                                                               |
|  | Papilionini                                                   |
|  |                                                               |
|  | ? Praepapilio                                                 |
|  |                                                               |

|  | Papilionini   |
|  |               |
|  | ? Praepapilio |
|  |               |

## Diversidad
La tribu Papilionini incluye cerca de 225 especies y se ha estudiado su filogenia respecto a la coevolución con sus plantas huéspedes. El estudio halló que son un grupo monofilético y demostró que las viejas clasificaciones  morfológicas son válidas.  Las especies que se alimentan de plantas de la familia Rutaceae forman dos grupos correspondiendo a taxones del Viejo y del Nuevo Mundo. Las que se alimentan de lauráceas y magnoliáceas constituyen otro clado que incluye dos taxones, de Asia y de América.
Las tribus Zerynthiini y Luehdorfiini (Parnassiinae) y Troidini (Papilioninae), se alimentan exclusivamente de aristoloquiáceas. Muchas especies de esta familia de plantas producen ácidos aristolóquicos que las hacen no apetecibles a los predadores, tanto en los estadios larvales como adultos.
La subfamilia Baroniinae tiene un solo representante, Baronia brevicornis, único ya que las larvas se alimentan de leguminosas.
Los apolos, Parnassiinae, son un grupo característico y todas sus especies son alpinas y capaces de vivir a gran altitud. Muchas especies tienen dos pequeñas manchas rojizas en sus alas posteriores. Después del apareamiento, el macho de estas mariposas produce una sustancia gomosa que usa para sellar el poro genital femenino, previniendo que se aparee nuevamente. Suelen pupar de manera libre en el suelo, formando un rudimentario capullo. En regiones templadas, pasan los inviernos en un estadio pupal de diapausa. Los géneros Parnassius e Hypermnestra están extremadamente relacionados según estudios moleculares.

## Las papiliónidos y los humanos
Siendo tan grandes y vistosas son muy apreciadas por los coleccionistas por lo que llegan a criarse para este fin, como el caso de la gran mariposa Papilio homerus.[cita requerida]
En estado larvario, muchos miembros de la familia se alimentan de plantas de las familias Rutaceae, entre las que se encuentran los cítricos, y Annonaceae, chirimoyas y otros frutales, por lo que pueden ser consideradas plaga.

## Especies notables
- Battus philenor
- Iphiclides podalirius
- Papilio demodocus (papilio de los cítricos)
- Papilio glaucus
- Papilio machaon
- Papilio polyxenes
- Papilio rutulus
- Papilio troilus
- Papilio zelicaon
- Parnassius apollo
- Parnassius mnemosyne
- Zerynthia rumina